# Emesis capnodis
Emesis capnodis är en fjärilsart som beskrevs av Hans Ferdinand Emil Julius Stichel 1911. Emesis capnodis ingår i släktet Emesis och familjen Riodinidae. Inga underarter finns listade i Catalogue of Life.